# Zelandotipula wardiana
Zelandotipula wardiana är en tvåvingeart som beskrevs av Alexander 1981. Zelandotipula wardiana ingår i släktet Zelandotipula och familjen storharkrankar.
Artens utbredningsområde är Colombia. Inga underarter finns listade i Catalogue of Life.